# Ústav ekologie průmyslové krajiny ČSAV
Ústav ekologie průmyslové krajiny  ČSAV byl založen v roce 1972 jako jeden z nových ústavů znormalizované akademie věd a zrušen byl 30. června 1993 pro absenci vědeckých výsledků. Ve skutečnosti fungoval jako báňský projektový úřad např. pro možnou těžbu v Beskydech nebo Krkonoších a zaměření na toxikologii jen předstíral. Sídlil v Ostravě. Po zrušení část zaměstnanců založila stejnojmennou společnost s ručením omezeným, která se zabývá projektovou činností. 